# Más allá del jardín (miniserie)
Más allá del jardín (título original en inglés: Over the Garden Wall) es una miniserie animada estadounidense de 10 episodios, creada por Patrick McHale, y transmitida en Cartoon Network. La miniserie se centra alrededor de dos hermanos que viajan a través de un extraño bosque con el fin de encontrar su camino a casa. 
El show está basado en un cortometraje del mismo McHale titulado como Tome of the Unknown, que fue producido como parte de los cortos para programas en desarrollo de Cartoon Network Studios.
El programa cuenta con las voces de Elijah Wood y Collin Dean como protagonistas, además de Melanie Lynskey como una Azulejo llamada Beatrice. Más allá del jardín fue transmitido en los Estados Unidos durante la semana del 3 al 7 de noviembre de 2014. Mientras que en Hispanoamérica del 6 al 17 de julio de 2015 y en España del 16 al 20 de marzo de 2015.
En abril de 2016 la miniserie se estrenó en forma de película en Latinoamérica, omitiendo la mayor parte del episodio 1 y todo el episodio 5, pero añadiendo escenas que no aparecían en los episodios.

## Trama
La miniserie se centra alrededor de Wirt (Elijah Wood), su hermano menor Greg (Collin Dean) y su rana, quienes terminan perdidos en un extraño bosque llamado Lo Desconocido. Con el fin de encontrar su camino a casa, los dos deben viajar a través de este bosque, al parecer mágico, lleno de toda clase de criaturas y animales extraordinarios.
En el camino conocen a un anciano Leñador (Christopher Lloyd) que trata de buscarles un refugio además de advertir acerca de los peligros del bosque. También conocerán a Beatrice (Melanie Lynskey), una irritable azulejo que luego los acompaña con el fin de deshacer una maldición que ha caído sobre ella y toda su familia. Al final se descubrirá que en realidad es una buena persona en la que se debe confiar.
Wirt, el hermano mayor, es un chico muy prudente y temeroso que por lo general solo confía en sí mismo. Sus dos pasiones son el clarinete y la poesía, pero él mantiene esto en privado por temor a las burlas. Por otra parte, Greg, su hermano menor, tiende a ver la vida como un juego sin preocupaciones, lo que disgusta a Wirt y a veces lo pone en peligro a sí mismo y los demás. Greg lleva una rana (Jack Jones), a la que intenta ponerle el nombre perfecto. 
Acechando a los protagonistas está la Bestia (Samuel Ramey), una antigua criatura que lleva las almas perdidas por mal camino hasta que se dan por vencidos y se convierten en los árboles de Edelwood. Ahora será el deber de Wirt lograr sacar a su hermano menor de este temible bosque
En los dos últimos episodios, se revela que Wirt y Greg en realidad son dos chicos de la era moderna. Las ropas de Wirt y Greg  son por el hecho de que era  Halloween, la noche en que fueron transportados a Lo Desconocido. Wirt, en un intento de recuperar una cinta-poesía embarazosa que hizo para la chica que le gustaba, la siguió a una reunión en el cementerio donde iban a contar historias de terror, antes de que un policía los atrape, él y Greg saltan por encima de la pared del jardín del cementerio. En el otro lado de la pared, aterrizaron en las vías del tren, donde Greg casi fue atropellado por un tren. Wirt lo salva, cayendo fuera de una colina en un lago / río,  ambos terminan inconscientes en el proceso.
Al final del último episodio Wirt y Greg se despiertan en un hospital pensando que había sido todo un sueño; Greg se dispone a contar una historia, pero Wirt despierta antes de que el espectador pueda escuchar de qué se trata la historia de Greg. A medida que termina la escena la rana de Greg empieza a brillar, debido a haber comido una campana mágica en Lo Desconocido, lo que sugiere que hay al menos algo de realidad en la aventura de los hermanos. La serie termina con un montaje lento de los habitantes de Lo Desconocido,donde puede verse un final feliz para cada uno de ellos.

## Producción
La producción de Más allá del jardín comenzó en marzo de 2014. Es la primera miniserie en el canal, con un orden de diez episodios por temporada.
Creado por Patrick McHale, un graduado de California Institute of the Arts, la serie se basa en el cortometraje de animación Tome of the Unknown, que escribió y dirigió para Cartoon Network Studios como parte de su programa de desarrollo de cortos.
McHale concibió la idea para esta serie en 2004, y la propuso para la cadena en 2006. Después de trabajar en Las maravillosas desventuras de Flapjack y Hora de aventura, la cadena le expresó su interés a McHale y crearon un piloto, el cual se convirtió en el catalizador para Más allá del jardín.

## Voces
El doblaje para Latinoamérica fue realizado en los estudios SDI Media en México, fue dirigido por Herman López, traducido y adaptado por Carlos Calvo y producida por Mario Castañeda y el doblaje para España fue realizado en los estudios Deluxe 103 y fue dirigido y adaptado por Santiago Aguirre.
| Personaje          | Actor original (EE.UU) | Actor de doblaje (Hispanoamérica) | Actor de doblaje (España)                    |
| ------------------ | ---------------------- | --------------------------------- | -------------------------------------------- |
| Wirt               | Elijah Wood            | Gerardo Velázquez                 | Miguel Antelo                                |
| Greg               | Collin Dean            | Abdeel Silva                      | Neri Hualde                                  |
| El leñador         | Christopher Lloyd      | Rubén Trujillo                    | Luis Mas                                     |
| Beatrice           | Melanie Lynskey        | Gaby Cárdenas                     | Michelle Jenner                              |
| La bestia          | Samuel Ramey           | Ulises Maynardo Zavala            | Pedro Tena                                   |
| Adelaide           | John Cleese            | Joanna Brito                      | Juan Antonio Soler                           |
| Fred el caballo    | Fred Stoller           | José Luis Miranda                 | Roberto Encinas                              |
| Srita. Langtree    | Janet Klein            | Leyla Rangel                      | Carmen López Pascual                         |
| Viejo Langtree     | Sam Marin              | Luis Alfonso Mendoza              | Txema Moscoso                                |
| Enoch              | Chris Isaak            | Dan Osorio                        | Pedro Tena                                   |
| Quincy Endicott    | John Cleese            | Humberto Vélez                    | Miguel Zúñiga                                |
| Lorna              | Shannyn Sossamon       | Karen Vallejo                     | Cristina Yuste                               |
| Tía Susurros       | Tim Curry              | Ángeles Bravo                     |                                              |
| Reina de las nubes | Deborah Voigt          | Verónica López Treviño            | Ana Ángeles García                           |
| Viento del Norte   | Mark Bodnar            | Pedro D'Aguillón Jr.              | Gabriel Jiménez                              |
| Sara               | Emily Brundige         | Andrea Orozco                     | Belén Rodríguez                              |
| Anna               | ¿?                     | Andrea Trujillo                   |                                              |
| Madre de Beatrice  | Shirley Jones          | Erica Edwards                     | María Jesús Varona                           |
| Narrador/Insertos  | Warren Burton          | Dan Osorio                        | José Escobosa (Narrador)/Luis Mas (Insertos) |

## Premios y nominaciones
| Año  | Premio                                  | Categoría                                                                 | Nominación                                      | Resultado |
| ---- | --------------------------------------- | ------------------------------------------------------------------------- | ----------------------------------------------- | --------- |
| 2015 | Annie Award                             | Best Animated TV/Broadcast Production For Children’s Audience             | Más allá del jardín                             | Nominado  |
| 2015 | Annie Award                             | Outstanding Achievement, Directing in an Animated TV/Broadcast Production | Robert Álvarez, Ken Bruce, and Larry Leichliter | Nominado  |
| 2015 | Reuben Award                            | TV Animation                                                              | Más allá del jardín                             | Ganador   |
| 2015 | Primetime Emmy Award                    | Primetime Emmy Award for Outstanding Animated Program                     | Más allá del jardín                             | Ganador   |
| 2015 | Primetime Emmy Award                    | Outstanding Individual Achievement in Animation                           | Nick Cross                                      | Ganador   |
| 2015 | Ottawa International Animation Festival | Best Animated Feature                                                     | Más allá del jardín                             | Ganador   |